# Czarny Staw (Równina Białogardzka)
Czarny Staw – staw na Równinie Białogardzkiej, położony w woj. zachodniopomorskim, w powiecie kołobrzeskim, gminie Kołobrzeg. 
Powierzchnia stawu wynosi 3,39 ha, głębokość ok. 2 m. Posiada on zadrzewioną wysepkę. Czarny Staw ma status stawu karasiowego.
Staw jest położony pomiędzy Niekaninem a Obrotami. Nieopodal na północ leży drugi mniejszy staw bezimienny.